# Жовковська Тетяна Тарасівна
Тетя́на Тара́сівна Жовко́вська (нар. 9 серпня 1968, с. Колиндяни, Україна) — українська педагогиня, економістка. Доктор економічних наук (2019), доцент.

## Життєпис
Тетяна Жовковська народилася 9 серпня 1968 року в селі Колиндяни Чортківського району Тернопільської області України.
Закінчила Колиндянську школу (1985), Тернопільський фінансово-економічний інститут (1989, за спеціальністю — бухгалтерський облік і аналіз господарської діяльності), Центр довузівської післядипломної та магістерської підготовки Тернопільського національного економічного університету (2007, за спеціальністю — правознавство)
З 1996 р. працює у Чортківському інституті підприємництва і бізнесу ТНЕУ, від 2012 — директор Чортківського коледжу економіки та підприємництва ТНЕУ.

## Наукова діяльність
Автор більш чим 30 наукових публікацій, співавтор навчальних посібників, автор 5 методичних видань.
У 2010 р. захистила кандидатську дисертацію «Розвиток підприємств з виробництва продовольчих товарів на основі формування споживчого попиту».
У 2019 році захистила докторську дисертацію «Системно-рефлексивне управління розвитком промислових підприємств» за спеціальністю «Економіка та управління підприємствами (за видами економічної діяльності)» (Тернопільський національний технічний університет імені Івана Пулюя) .
Публікації
1. Жовковська Т. Вплив аналізу на формування стратегічних планів суб'єктів господарювання / Тетяна Жовковська // Економічний аналіз: зб. наук. праць каф. екон. аналізу і статистики. — Т., 2011. — Вип. 9. — С. 112—114.
2. Жовковська Т. Формування потреб споживачів [Електронний ресурс] / Тетяна Жовковська // Наукові записки. -2006. — Вип. 15.
3. Жовковська Т.  Т. Маркетингові інструменти впливу на поведінку споживача (дослідження ринку підприємств харчової промисловості) / Т. Т. Жовковська // Інноваційна економіка. — 2012. № 10.– С. 195—198.
4. Жовковська Т. Міцна грошово-фінансова система - основа економічного зростання / Т. Жовковська // Наукові записки. — Чортків, 2002. — Вип. 2. — С. 123—125.
5. Жовковська Т.  Т. Методика оцінювання стану маркетингової діяльності підприємств харчової промисловості / Т. Т. Жовковська // Інноваційна економіка.– 2013.– № 4.– С. 214—218.
6. Жовковська Т. Методика оцінювання стану маркетингової діяльності підприємств харчової промисловості / Тетяна Жовковська // Економічний аналіз: зб. наук. праць Терноп. нац. екон. ун-ту. — Тернопіль, 2013. — Вип. 12, ч. 3. — С. 132—135.
7. Жовковська Т. Методологічні підходи до вибору стратегії розвитку підприємства /Тетяна Жовковська //Теорія і практика сучасного менеджменту: проблеми та шляхи вирішення: матеріали ІІ Міжнар. наук.-практ. конф. (Тернопіль, 8-9 жовт. 2009 р.) /редкол. : А. М. Тибінь, В. С. Мазур, С. П. Крамарчук, Р. Б. Сивак, А. А. Шевченко ; відп. за вип. В. Я. Брич. — Т. : Економічна думка ТНЕУ, 2009. — С. 70-72.
8. Жовковська Т. Т. Розвиток теорії споживання в контексті поведінки споживачів / Т. Т. Жовковська // Інноваційна економіка. — 2015. — № 5. — C. 135—139.

## Нагороди
Нагороджена:
- нагрудним знаком «Подякою Президента асоціації навчальних закладів України приватної форми власності»;
- грамотою Департаменту освіти та науки Тернопільської ОДА;
- грамотою Тернопільської обласної організації профспілки працівників освіти і науки України, Подякою ректора ТНЕУ;

За особливі заслуги перед українським народом нагороджена Почесною Грамотою Верховної Ради України (2018).